# Колківська волость (Луцький повіт)
Колківська волость — історична адміністративно-територіальна одиниця Луцького повіту Волинської губернії Російської імперії. Волосний центр — містечко Колки. Волосне правління знаходилося у прилеглому до Колків селі Старосілля.

## У Російській імперії
На межі XIX-ХХ століть територія волості збільшилася за рахунок приєднання частини території ліквідованої Гораймівської волості (відійшли поселення Велика та Мала Осниця, Тельчі).
Станом на 1885 рік складалася з 19 поселень об'єднаних у 26 сільських громад. Населення — 10229 осіб (5130 чоловічої статі та 5099 — жіночої), 516 дворових господарства.
Основні поселення волості:
- Старосілля — колишнє власницьке село при річці Стир, за 48 верст від повітового міста; волосне правління; 663 особи, 70 дворів, православна церква, школа, постоялий будинок, винокурний завод.
- Журавичі — колишнє державне та власницьке село, 435 осіб, 52 двори, православна церква, постоялий будинок, водяний млин.
- Колки — колишнє державне містечко при річці Стир, 12 осіб, 2 двори (приватних осіб 4176), православна церква, костел, синагога, 3 єврейських молитовних будинки.
- Комарове — колишнє власницьке село при річці Стир, 530 осіб, 50 дворів, православна церква, постоялий будинок.
- Копили — колишнє державне село при річці Стир, 497 осіб, 58 дворів, православна церква, школа, постоялий будинок.
- Куликовичі — колишнє власницьке село, 510 осіб, 50 дворів, православна церква, кузня.
- Омельне — колишнє власницьке село, 529 осіб, 65 дворів, православна церква, постоялий будинок, водяний млин.
- Розничі — колишнє власницьке село при річці Стир, 287 осіб, 29 дворів, православна церква, шкіряний завод.
- Рудники — колишнє власницьке село, 259 осіб, 33 двори, православна церква, постоялий будинок.
- Ситниця — колишнє власницьке село, 294 особи, 35 дворів, кладовищенська православна церква.

## Під владою Польщі
18 березня 1921 року Західна Волинь відійшла до складу Польщі. Волость продовжувала існувати як ґміна Колкі Луцького повіту Волинського воєводства в тих же межах, що й за Російської імперії та Української держави.
Польською окупаційною владою на території ґміни інтенсивно велася державна програма будівництва польських колоній і заселення поляками. На 1936 рік ґміна складалася з 34 громад:
1. Антонівка — колонія: Антонівка;
2. Бугаї — село: Бугаї та колонія: Лисищі;
3. Діброва — село: Діброва;
4. Довжиця — село: Довжиця;
5. Глинне — колонії: Глинне, Лиса Гора і Поповина;
6. Граддя — село: Граддя;
7. Грушвиця — колонії: Грушвиця і Четинь;
8. Голодниця — колонія: Голодниця;
9. Городичин — колонії: Городичин, Багно, Березина і Морозівка;
10. Яблунька Мала — село: Яблунька Мала;
11. Яблунька Велика — село: Яблунька Велика;
12. Колки — містечко: Колки, колонія: Колки та хутір: Підлуби;
13. Комарове — село: Комарове та хутори: Березняки, Чорничі, Янівка, Круглець, Оземниця, Сідлище, Вітосове — село: Вітосове, Вистрове і Заболото;
14. Копилля — село: Копилля;
15. Кошищі — колонія: Кошищі;
16. Куликовичі — село: Куликовичі;
17. Майдан Комарівський — колонія: Майдан Комарівський;
18. Марянівка — колонія: Марянівка;
19. Нічогівка — село: Нічогівка;
20. Омельне — село: Омельне;
21. Осьниця Мала — село: Осьниця Мала;
22. Осьниця Велика — село: Осьниця Велика та колонія: Темне;
23. Острови — село: Острови;
24. Розничі — село: Розничі;
25. Рудня — колонія: Рудня;
26. Рудники — село: Рудники та колонія: Обірки;
27. Семки — село: Семки;
28. Старосілля — село: Старосілля;
29. Ставигорож — колонії: Ставигорож і Нещасть;
30. Ситниця — село: Ситниця;
31. Тараж — колонії: Тараж, Будищі, Кресівка і Железниця;
32. Тельче — село: Тельче та колонія: Грабина;
33. Загорівка — село: Загорівка;
34. Заріччя — село: Заріччя та фільварок: Рудня.

Після радянської анексії західноукраїнських земель ґміна ліквідована у зв'язку з утворенням Колківського району.